# Bactrocera reclinata
Bactrocera reclinata är en tvåvingeart som beskrevs av Drew 1989. Bactrocera reclinata ingår i släktet Bactrocera och familjen borrflugor. Inga underarter finns listade.